# 杨秀桃音乐学院
杨秀桃音乐学院（英語：Yong Siew Toh Conservatory of Music）是新加坡国立大学的附属学院之一，每年会举办200多场音乐演出。

## 历史
1999年陈庆炎提议建立一所新加坡音乐学院，2003年由杨潞龄信托基金提供2500万新加坡元正式成立，最初以杨潞龄冠名，2011年改为其女儿杨秀桃冠名。